# Pesse
Pesse (Drents: Pes) is een dorp in de Nederlandse gemeenten Hoogeveen en Westerveld (provincie Drenthe). Het dorp telt 1.650 inwoners. Het gedeelte in Westerveld ligt buiten de bebouwde kom van het dorp en telt één inwoner (2024). Het is gelegen langs de A28.

## Geschiedenis
Wanneer Pesse precies is ontstaan is niet zeker, maar al in 1141 wordt gesproken van Petthe, genoemd naar Peth (= moeras). Vermoedelijk was Pesse toen een nederzetting van boeren. Rond die tijd moeten er in Pesse zes vaelten, of grote boerenerven, hebben gestaan.
Pesse is vooral bekend vanwege de boot van Pesse, de oudste boot (boomstamkano) ter wereld die in 1955 is opgegraven bij de aanleg van de A28. De boot is gedateerd tussen 8200 en 7600 v. Chr. De boot is te bezichtigen in het Drents Museum in Assen. Naast deze boot zijn er in Pesse nog meer sporen van vroegere bewoning gevonden waaronder huisplattegronden van boerderijen uit de bronstijd, de ijzertijd en de vroege middeleeuwen tot het jaar 1000. De meeste van deze vondsten zijn gedaan ten zuiden van de huidige weg de Oostering in Pesse. Bij deze opgravingen zijn ook resten naar boven gekomen van een neolithisch grafveld. Van dit prehistorische verleden van Pesse is buiten het dorp nog iets te zien; ten westen van de Boerveenseplassen ligt nog een grafheuvel (brandheuvel) uit de ijzertijd/Romeinse tijd.

## Voorzieningen
Pesse heeft onder meer een peuterspeelzaal, twee basisscholen en een dorpshuis. De middenstand en horeca zijn vertegenwoordigd met diverse bedrijven zoals een supermarkt, een garagebedrijf, een manege, een persbureau, een bungalowpark, een eetcafé en een wok-restaurant. De plaatselijke voetbalclub is SV Pesse. Pesse heeft ook een korfbalclub K.V. NIEK.

## Evenementen
In Pesse worden ieder jaar diverse evenementen georganiseerd. De Drentse boerenrockformatie Mooi Wark organiseerde jaarlijks in samenwerking met Stichting Muziek 2000 het Siepelrock festival in oktober, Stichting Muziek 2000 is ook verantwoordelijk voor het populaire Muziekweekend dat jaarlijks in mei plaatsvindt. Op de zaterdag hiervan trad steevast Normaal op. Inmiddels hebben al vele artiesten opgetreden: onder andere Anouk, Golden Earring, Kensington, Within Temptation.